# Veselivka, Teplîk
Veselivka (în ucraineană Веселівка) este o comună în raionul Teplîk, regiunea Vinnița, Ucraina, formată numai din satul de reședință.

## Demografie
Componența lingvistică a satului Veselivka
     Ucraineană (99,31%)
     Alte limbi (0,69%)
Conform recensământului din 2001, majoritatea populației satului Veselivka era vorbitoare de ucraineană (99,31%), existând în minoritate și vorbitori de alte limbi.